# Marcus Faison
Marcus Vondell Faison (Fayetteville, 18 februari 1978) is een Amerikaans-Belgisch voormalig basketballer.

## Carrière
Faison speelde collegebasketbal voor de Siena Saints van 1996 tot 2000 waar hij samenspeelde met Jim Cantamessa en Prosper Karangwa. Hij speelde in de zomer in zowel de zomerstages van de Houston Rockets als de Dallas Mavericks maar kreeg geen contract. Hij werd wel gekozen in de USBL-draft door de Pennsylvania ValleyDawgs en speelde zes wedstrijden voor hen. In 2000 trok hij naar België en tekende bij RBC Pepinster waar hij twee seizoenen speelde. In de februari 2002 ging hij opnieuw spelen in de USBL ditmaal voor de Adirondack Wildcats.
In 2002 keerde hij terug naar België en ging spelen bij eersteklasser Spirou Charleroi tot in 2006, in zijn laatste seizoen kwam hij door een zware blessure weinig aan spelen toe. Hij werd zowel in 2003 als 2005 verkozen tot Most valuable player van het jaar en werd landskampioen in 2003 en 2005 en won de beker in 2003. Hij verliet de club voor het Duitse RheinEnergie Köln. En daarna trok hij voor de rest van het seizoen naar Baloncesto Málaga. Voor het seizoen 2007/08 tekende hij bij het Oekraïense BK Kiev en het seizoen erop in Turkije bij Beşiktaş JK. Maar hij maakte daar het seizoen niet rond en tekende in 2009 bij Menorca Bàsquet maar ook hier bleef hij niet lang na slechte prestaties.
Voor het seizoen 2009/10 tekende hij bij het Griekse Peristeri BC en maakte dat seizoen rond bij BK Dnipro. In 2010 tekende hij bij BC Oostende waar hij een seizoen speelde. Het seizoen erop bleef hij in de Belgische competitie en tekende opnieuw bij Pepinster. In februari 2012 verliet hij de club en tekende bij het Oekraïense Kryvbabasket voor de rest van het seizoen. Voor het volgende seizoen tekende hij bij de Petron Blaze Boosters en daarna bij BC Armia Tbilisiin Georgië. In januari 2013 speelde hij bij Esteghlal Zarin Qeshm in Iran daarna in februari bij BK Grodno-93 maar verlaat die club na een week voor KTP Basket in Finland. In 2014/15 speelde hij nog een seizoen in de Belgische tweede klasse bij Sint-Niklase Condors.
Met de Belgische nationale ploeg nam hij in 2011 deel aan het Europees kampioenschap.

## Erelijst
- Belgische competitie MVP: 2003, 2005
- Belgisch landskampioen: 2003, 2004
- Belgisch bekerwinnaar: 2003
- Siena Athletic Hall of Fame: 2010[21]